# Atlahuilco (municipalité)
La municipalité d'Atlahuilco est l'une des 212 municipalités de l'État de Veracruz, et est située dans la partie centrale de cet État. Elle se situe à l'ouest du golfe du Mexique, au sein de la chaîne de montagnes de la Sierra Madre orientale, et fait partie du bassin versant de la rivière Río Blanco, un des principaux affluents du fleuve Río Papaloapan. Son chef-lieu est la ville éponyme d'Atlahuilco. Elle dépend de la région administrative de Las Montañas, qui est une des 10 subdivisions administratives de l'État de Veracruz.

## Géographie
La municipalité d'Atlahuilco fait partie du bassin versant du fleuve Río Papaloapan, que de petits affluents de la rivière Río Blanco traversent. Cette dernière s'écoule plus au nord, notamment dans la municipalité de Cuichapa et passe plus à l'ouest par la ville d'Orizaba. Assise sur le massif montagneux de la Sierra Madre orientale, son altitude oscille entre 1760 et 2700 mètres. Son chef-lieu, la ville éponyme d'Atlahuilco, se trouve dans les confins nord de son territoire. Ce territoire couvre une superficie de 62,1 km2, et était peuplé en 2015 de 10 933 habitants, pour une densité de 175,9 habitants par km2.
Cette municipalité est limitrophe au nord de celle de Tequila, à l'ouest de celle de Soledad Atzompa, au sud de celles de Xoxocotla et de Tlaquilpa, et à l'est de celle de Los Reyes.

## Composition et démographie
La municipalité était composée en 2015 de 38 localités, dont une seule était considérée comme urbaine, les autres étant rurales.
| Localité                    | Population |
| --------------------------- | ---------- |
| Atlahuilco                  | 1093       |
| Acultzinapa (San Miguelito) | 1091       |
| Zacamilola                  | 627        |
| Xibtla                      | 576        |
| Vista Hermosa               | 482        |
| Reste des localités         | 5955       |
| Total population            | 9824       |

En plus de l'espagnol, plusieurs langues amérindiennes sont parlées dans la municipalité, dont les principales sont par ordre d'importance : le nahuatl, les autres langues sont très marginales.

## Histoire
La ville de San Martín Atlahuilco apparaît dès le XVIIIe siècle.
La municipalité d'Atlahuilco est créée en 1831 ; ses limites avec celle de Los Reyes sont fixées par décret en 1937.

## Économie

### Agriculture et élevage
La superficie des parcelles semées représentait en 2016 une surface totale de 939 hectares, parmi lesquels 825 hectares étaient voués à la culture du maïs, 95 hectares étaient voués à la culture du haricot, et 12 hectares étaient voués à celle de la pomme.
En 2016, la production de viande par tonnes comprenait 31,9 tonnes de viande porcine, 6,9 tonnes de viande ovine, 1,7 tonne de viande caprine, 3,9 tonnes de volailles, et 1,4 tonnes de dinde. La superficie vouée à l'élevage représentait alors 128 hectares.